# The Elder Scrolls III: Tribunal
The Elder Scrolls III: Tribunal (abreviado Tribunal) es la primera expansión para la tercera entrega de la saga de RPGs The Elder Scrolls, Morrowind. Fue anunciada el 2 de septiembre de 2002 y estaba previsto que se lanzara sólo para PC. Finalmente fue lanzada, con poco entusiasmo por parte de los fanes de la serie, el 6 de noviembre del mismo año.

## Argumento
Tribunal coloca al jugador en la cerrada ciudad amurallada de Mournhold, un enclave dentro la capital provincial en Morrowind de Almalexia; la nueva ciudad no está conectada a la masa de tierra donde se desarrolla Morrowind, Vvardenfell, por tanto el jugador debe teletransportarse a la misma. La historia continúa la trama de las deidades del Tribunal.

## Cambios
Entre las principales novedades del lanzamiento de Tribunal se encuentran las mejoras en la interfaz (concretamente, una revisión del diario de aventuras de Morrowind). El nuevo diario permite al jugador ordenar misiones a título individual y por consiguiente, reduce la confusión causada por tener que buscar en el diario cada misión ordenada en un único flujo cronológico. Los analistas que analizaron el juego recibieron bien el cambio, aunque algunos criticaron la incompleta implementación del sistema, mientras que otros dijeron que sigue siendo «un poco difícil de manejar».
La expansión incluye además una nueva ciudad, Mournhold, a la que solo se puede acceder mediante teletransportación. Además, el juego incluye nuevas armas, armaduras, objetos, PNJs, enemigos y la posibilidad de contratar mascotas y mercenarios que ayuden en una batalla.

## Desarrollo
La motivación para producir una expansión del juego original fue principalmente propiciada por el éxito del lanzamiento de Morrowind, así como el sentimiento general de que los juegos de la serie The Elder Scrolls son experiencias continuas, que merecen continuar con el desarrollo de nuevas aventuras para sus jugadores. El desarrollo de la expansión comenzó inmediatamente después de la salida de Morrowind al mercado, dando a los desarrolladores sólo cinco meses para desarrollar la expansión desde el lanzamiento, un ciclo de desarrollo considerado muy rápido dentro de la industria. La existencia previa del TES Construction Set, sin embargo, significó que el equipo «ya tenía las herramientas para poder añadir contenido y características muy rápidamente».

## Recepción
Los análisis sobre Tribunal fueron en general positivos, aunque en menor medida que en el caso de Morrowind. Los sitios de agregado de análisis Metacritic y Game Rankings dieron a la expansión puntuaciones favorables: Metacritic, una puntuación de 80/100; Game Rankings, una puntuación de 82/100.